# Російсько-румунська угода (1914)
Російсько-румунська угода про нейтралітет — таємна угода між Російською імперією та Румунським королівством від 18 вересня (1 жовтня) 1914 року.
Була підписана без відома союзників Російської імперії і була для них необов'язковою.

## Передісторія
Від початку Першої світової війни відбувалася дипломатична боротьба між обома воюючими угрупуваннями, що намагалися залучити Румунію на свою сторону. Для цього Румунії пропонувалися територіальні надбання за рахунок ворогів.
Становище Румунії і її ставлення до Антати та Троїстого союзу формувалося протягом тривалого періоду. 30 жовтня 1883 року під тиском Німеччини (О. Бісмарк) був підписаний Австро-румунський договір про союз, до якого приєдналася Німеччина, а у травні 1888 року — й Італія. Згідно договору Румунія приєднувалася до Троїстого союзу. Австро-Угорщина брала на себе зобов'язання надати Румунії допомогу у випадку неспровокованого нападу на неї, а Румунія зобов'язувалася виступити на боці Австро-Угорщини та її союзників на випадок їх війни із Російською імперією. Строк дії договору був визначений у 5 років. Його дія продовжувалася 1892, 1902 та 1913 року.
Перед Балканськими війнами Російська імперія активно сприяла утворенню Балканського блоку, до якого увійшли держави з суперечливими інтересами: Сербія (ініціатор створення блоку), Болгарія, Греція. Російська дипломатія створювала Балканський блок як своє знаряддя для світової війни. Під час Першої балканської війни, розв'язаної Балканським блоком супроти Туреччини, Румунія вимагала від Болгарії за свій нейтралітет територіальних компенсацій у Добруджі. Після укладення Лондонського миру (30 травня 1913 року) був підписаний Грецько-сербський союз (1 червня), спрямований проти Болгарії. Румунія приєдналася до нього і виступила проти Болгарії під час Другої балканської війни. Після поразки Болгарії за Бухарестським договором Румунія отримала південну Добруджу. Друга Балканська війна визначила новий баланс сил на Балканах: замість Балканського блоку під керівництвом Російської імперії виникло два супротивних угрупування: з одного боку — Сербія, Греція та Румунія, з іншого — Болгарія, що розпочала переговори з Туреччиною.
Навесні 1914 року дипломатія Антанти та Троїстого союзу енергійно працювала над зміцненням своїх позицій на Балканах. Під час зустрічі Миколи II з королем Румунії у Констанці (червень 1914) Сазонов доклав усіх зусиль, щоб схилити Румунію на бік Антанти. Водночас, не зважаючи на вимоги Німеччини від угорців надати поступок трансільванським румунам, румуно-угорські суперечності у Трансільванії загострилися до краю. Намагання австро-німецького блоку зміцнити союз із Румунією та досягти примирення Румунії з Болгарією не дали бажаного результату.
На початок війни союзний договір 1883 року між Румунією та Троїстим союзом майже втратив реальне значення. Це сталося внаслідок невдалих спроб дипломатії Австро-Угорщини та Німеччини розв'язати конфлікт щодо румунської частини Трансільванії.
Від початку війни Німеччина обіцяла віддати Румунії Бессарабію. Але прем'єр-міністр Йонел Братіану усвідомлював, що це було можливо лише у випадку поразки Російської імперії та захисту територіальних надбань Румунії з боку Австро-Угорщини та Німеччини.
Серед керівництва Румунії також йшла боротьба між двома угрупуваннями: германофілами, що їх очолював король Кароль I, та антантофілами, які заявляли, що інтереси Румунії, пов'язані зі становищем румунів у межах Австро-Угорщини, вимагають невходження країни у війну на боці Німеччини та Австро-Угорщини.
Румунія була змушена враховувати вступ своїх сусідів до ворогуючих союзів. З усіх балканських країн найсильнішу армію мала Болгарія. ЇЇ центральне положення на Балканах дозволяло використати її як плацдарм для нападу із тилу на Сербію та Румунію, а також і на Грецію. Німеччина із союзниками обіцяли Болгарії у випадку приєднання Румунії до Антанти південну та північну Добруджу, на які претендувала також Румунія. Виступ Болгарії на боці Центральних держав підштовхував на той же шлях Румунію. Однак із початком війни Болгарія не поспішала визначити своє положення щодо ворогуючих сторін і залишалась нейтральною. Лише 14 жовтня 1915 року Болгарія вступила у війну, розпочавши воєнні дії проти Сербії, свого союзника по Балканському блоку.
Серед учасників Антанти від початку війни відбувалися перемовини про поділ майбутньої здобичі. 5 вересня між урядами Російської імперії, Великої Британії та Франції була укладена Угода про неукладення сепаратного миру. 14 вересня міністр закордонних справ Російської імперії С. Сазонов подав пропозиції російської сторони щодо поділу територій після поразки Німеччини та її союзників. Пропонуючи утворити «триєдину монархію» на місці Австро-Угорщини у складі Австрійської імперії, королівства Чехії та королівства Угорщини, він вказував, що «Угорське королівство повинне було би домовитися з Румунією щодо Трансільванії». 15 вересня за ініціативи російського посланника у Бухаресті С. А. Поклевського-Козелл С. Сазонов звернувся до Миколи II і отримав його згоду на те, щоб запропонувати уряду Румунії зайняти своїми військами частину Буковини населену румунами.

## Зміст угоди
За угодою Російська імперія зобов'язувалася протидіяти будь-якій спробі порушити територіальний status quo Румунії у межах її тогочасних кордонів.
Вона також зобов'язувалася визнати за Румунією право приєднати заселені румунами території Австро-Угорщини. Угода також містила обіцянку поділити Буковину між Румунією та Російською імперією на підставі розмежування «за принципом більшості населення».
Румунії надавалось право «зайняти означені території в момент, який вона вважатиме за зручний для себе».
Росія зобов'язувалася досягти згоди із вказаних питань з урядами Лондона й Парижа.
Навзамін Румунія зобов'язувалася дотримуватися доброзичливого нейтралітету щодо Росії до того часу, коли вона займе населені румунами області Австро-Угорської монархії.
До анексування Румунією територій, про які йде мова, ця угода буде триматися в таємниці.

## Пов'язані події
Навесні 1915 року Румунія спробувала досягти згоди Антанти на приєднання територій Австро-Угорщини до Прута і Тиси. Але Росія і Сербія на той час не погоджувалися віддати Румунії українські та сербські землі. Зі зміною становища на фронті Росія була змушена піти на переговори з Румунією, але Братіану ухилився від згоди на участь у війні.
Невдачі Німеччини знову примусили Румунію змінити позицію і 4 (17) серпня 1916 року вона підписала з Антантою таємний договір, за яким погодилася оголосити війну Австро-Угорщині. Румунському урядові вдалося досягти ще деяких поступок у Північній Буковині (українській) та сербському Західному Банаті і у районі р. Тиси, де жили угорці. Антанта також погодилася на визнання повного рівноправ'я Румунії при майбутньому узгодженні умов миру.
28 серпня Румунія оголосила війну Австро-Угорщині.
У жовтні 1920 року країни Антанти підписали Паризький протокол, за яким територія Бессарабії відходила до Румунії.
РСФРР і, пізніше, СРСР не визнавали приєднання цих територій до Румунії і зображували їх на картах як частину СРСР.